# الریان، استان الجموم
الریان (به عربی: الریان) یک منطقهٔ مسکونی در عربستان سعودی است که در استان مکه واقع شده‌است.